# Cuspidaria lubangensis
Cuspidaria lubangensis is een tweekleppigensoort uit de familie van de Cuspidariidae. De wetenschappelijke naam van de soort is voor het eerst geldig gepubliceerd in 1981 door Poutiers.